# Robert Carradine
Robert Carradine (Hollywood; 24 de marzo de 1954) es un actor estadounidense. Hijo del actor John Carradine y hermano de Keith Carradine, también es medio hermano de los actores David Carradine (Kung fu), Bruce Carradine y Michael Bowen. Es el miembro más joven del "clan" Carradine, una famosa dinastía de actores.

## Carrera
Ha trabajado en numerosas películas desde comienzos de los años 1970 en papeles secundarios en dramas y westerns, como en su primer film The Cowboys (1972) junto al mítico John Wayne también actuó de invitado en diferentes series de TV como Kung fu con su hermano David y Bonanza. En 1976 trabajó con su hermano David Carradine en Cannonball. En 1977 trabajó en Orca, la ballena asesina con Richard Harris y Bo Derek, luego en 1978 actuó en Coming Home, junto a los ganadores del Óscar John Voight y Jane Fonda. En 1980 trabajo en el western The Long Riders y en 1981 actuó en Uno Rojo, división de choque (The Big Red One), un film sobre la Segunda Guerra Mundial, junto a Lee Marvin y Mark Hamill. 
El film que lo llevó a la fama en el mundo entero fue La Venganza de los Nerds de 1984 en el papel del líder de los nerds, "Lewis Scolnick", todo un éxito de taquilla y que dio origen a tres secuelas más: La Venganza de los Nerds II: Los Nerds en el Paraíso 1987, La Venganza de los Nerds III: La nueva Generación 1992, La Venganza de los Nerds IV: Los Nerds enamorados de 1994.
Se ha popularizado también en la serie juvenil Lizzie McGuire, haciendo el papel Sam McGuire padre de ésta. En uno de los capítulos de esta serie, apareció David Carradine haciéndose un guiño a la serie Kung Fu, indicándose que los dos actores eran hermanos.
En 2012 tuvo un papel importante en la película Django Unchained y durante los últimos años, ha realizado apariciones en películas para televisión tales como Jesse Stone: Benefit of the Doubt o La Piedra Sagrada. 

## Filmografía

### Cine
| Año  | Título                                     | Personaje                    | Notas                         |
| ---- | ------------------------------------------ | ---------------------------- | ----------------------------- |
| 1972 | The Cowboys                                | Slim Honeycutt – vaquero     |                               |
| 1973 | Mean Streets                               | Muchacho con pistola         |                               |
| 1974 | You and Me                                 | Empleado de gasolinera       | Acreditado como Bob Carradine |
| 1975 | Aloha Bobby and Rose                       | Moxey                        |                               |
| 1976 | Revenge of the Cheerleaders                | Estudiante en Cafetería      | No acreditado                 |
| 1976 | Jackson County Jail                        | Bobby Ray                    |                               |
| 1976 | The Pom-Pom Girls                          | Johnnie                      |                               |
| 1976 | Cannonball                                 | Jim Crandell                 |                               |
| 1976 | Massacre at Central High                   | Spoony                       |                               |
| 1977 | Joyride                                    | John                         |                               |
| 1977 | Orca (Orca, la ballena asesina [Esp])      | Ken                          |                               |
| 1978 | Coming Home                                | Bill Munson                  |                               |
| 1978 | Blackout                                   | Christie                     |                               |
| 1980 | The Long Riders                            | Bob Younger                  |                               |
| 1980 | The Big Red One                            | Soldado Zab – 1.er Escuadrón |                               |
| 1981 | Heartaches                                 | Stanley Howard               |                               |
| 1982 | Tag: The Assassination Game                | Alex Marsh                   |                               |
| 1983 | Wavelength                                 | Bobby Sinclair               |                               |
| 1984 | Revenge of the Nerds                       | Lewis                        |                               |
| 1984 | Just the Way You Are                       | Sam Carpenter                |                               |
| 1987 | Number One with a Bullet                   | Detective Barzak             |                               |
| 1987 | Revenge of the Nerds II: Nerds in Paradise | Lewis                        |                               |
| 1988 | Buy & Cell                                 | Herbie Altman                |                               |
| 1989 | All's Fair                                 | Mark                         |                               |
| 1989 | Rude Awakening                             | Sammy Margolin               |                               |
| 1992 | The Player                                 | Robert Carradine             |                               |
| 1995 | Bird of Prey                               | Eric Parker                  |                               |
| 1995 | The Killers Within                         | Ben Wallace                  |                               |
| 1996 | Escape From L.A.                           | Skinhead                     |                               |
| 1997 | Firestorm                                  | Tarmac                       |                               |
| 1998 | Scorpio One                                | Carter                       |                               |
| 1998 | The Effects of Magic                       | Roody                        |                               |
| 1998 | Breakout                                   | Zack Hadley                  | Directo-a-Vídeo               |
| 1999 | Palmer's Pick-Up                           | Bruce Palmer                 |                               |
| 1999 | Gunfighter                                 | The Kid                      |                               |
| 1999 | Lycanthrope                                | Bill Parker                  | También productor             |
| 1999 | The Kid with X-ray Eyes                    | Chuck Taylor                 | Directo-a-Vídeo               |
| 1999 | Stray Bullet                               | John Burnside                |                               |
| 1999 | The Vegas Connection                       | Matt Chance                  |                               |
| 2000 | Dangerous Curves                           | John Burnside                |                               |
| 2001 | Ghosts of Mars                             | Rodale                       |                               |
| 2001 | Max Keeble's Big Move                      | Don Keeble                   |                               |
| 2002 | Three Days of Rain                         | Bus Driver                   | No acreditado                 |
| 2003 | The Lizzie McGuire Movie                   | Sam McGuire                  |                               |
| 2003 | Timecop: The Berlin Decision               | Big Jim                      | Directo-a-Vídeo               |
| 2005 | Supercross                                 | Clay Sparks                  |                               |
| 2006 | Hoboken Hollow                             | Thad Simmons                 |                               |
| 2006 | Monster Night                              | George Ackerman              | Directo-a-Vídeo               |
| 2007 | 7-10 Split                                 | Sr. Bailey                   |                               |
| 2007 | Tooth and Nail                             | Darwin                       |                               |
| 2007 | Sex and Breakfast                          | Conductor enojado            |                               |
| 2008 | The 13th Alley                             | Hal                          |                               |
| 2008 | Deep Winter                                | Entrenador Dando             |                               |
| 2010 | The Terror Experiment                      | Dr. Wexler                   |                               |
| 2011 | Final Sale                                 | Bownman                      |                               |
| 2011 | Fancypants                                 | Allen                        |                               |
| 2011 | Cross                                      | Dr. Zyal                     | Directo-a-Vídeo               |
| 2011 | My Dog's Christmas Miracle                 | Profesor Jerry Meinhardt     | Directo-a-Vídeo               |
| 2012 | Slumber Party Slaughter                    | Dave                         |                               |
| 2012 | Bikini Spring Break                        | Gill                         | Directo-a-Vídeo               |
| 2012 | Django Unchained                           | Tracker                      |                               |
| 2012 | The Collector                              | Johnny                       | Corto                         |
| 2017 | A Fish Tale                                | Anthony                      |                               |
| 2017 | Justice                                    | Stratton Collins             |                               |
| 2019 | The Marshal                                | Frank James                  |                               |
| 2019 | Nearly Departed                            | Marv                         |                               |
| 2019 | American Christmas                         | Danny                        |                               |
| 2020 | Human Zoo                                  | Productor                    |                               |
| 2021 | High Holiday                               | Hunter Pearson               |                               |
| 2024 | The Night They Came Home                   | Bart                         |                               |
| TBA  | The Driver                                 | Antonio Politano             | Preproducción                 |

- Totally Minnie - 1987
- La Venganza de los Nerds III: La nueva Generacion - 1992
- La Venganza de los Nerds IV: Los Nerds enamorados - 1994
- The 1 Second Film - 2009 (película) (productor)
- The Summonin - 2009 (película)
- La Piedra Sagrada - 2017 (película de TV)

| Año       | Título                                        | Personaje                               | Notas |
| --------- | --------------------------------------------- | --------------------------------------- | --- |
| 1971      | Bonanza                                       | Phinney McLean                          | Episodio: "A Home for Jamie"                                                                               |
| 1972      | Footsteps                                     | Empleado de gasolinera                  | Película de televisión                                                                                     |
| 1972      | Kung Fu                                       | Sonny Jim                               | Episodio: "Dark Angel"                                                                                     |
| 1973      | Go Ask Alice                                  | Bill                                    | Película de televisión                                                                                     |
| 1974      | The Cowboys                                   | Slim                                    | Regular de serie. 12 Episodios                                                                             |
| 1975      | The Hatfields and McCoys                      | Bob Hatfield                            | Película de televisión                                                                                     |
| 1975      | Run, Joe, Run                                 | Flip                                    | Episodio: "The Runaway"                                                                                    |
| 1976      | Police Story                                  | Clifford                                | 2 episodes                                                                                                 |
| 1979      | Survival of Dana                              | Donny Davis                             | Película de televisión                                                                                     |
| 1981      | Tales of the Klondike                         | Percy Cuthfert III                      | Miniserie. Episodio: "In a Far Country"                                                                    |
| 1984      | The Fall Guy                                  | Gardner                                 | Episodio: "October the 31st"                                                                               |
| 1984      | The Sun Also Rises                            | Robert Cohn                             | Miniserie                                                                                                  |
| 1985      | Alfred Hitchcock Presents                     | Jerry                                   | Episodio: "Night Fever"                                                                                    |
| 1986      | The Twilight Zone                             | Daniel Arnold                           | Episodio: "Still Life / The Little People of Killany Woods / The Misfortune Cookie" segmento: "Still Life" |
| 1986      | Faerie Tale Theatre                           | Aladdin                                 | Episodio: "Aladdin and His Wonderful Lamp"                                                                 |
| 1986      | As Is                                         | Rich                                    | Película de televisión                                                                                     |
| 1986      | Monte Carlo                                   | Bobby Morgan                            | 2 Episodios                                                                                                |
| 1987      | The Magical World of Disney                   | John Fairfield                          | Episodio: "The Liberators"                                                                                 |
| 1987      | Conspiracy: The Trial of the Chicago 8        | Rennie Davis                            | Documental                                                                                                 |
| 1988      | Totally Minnie                                | Maxwell Dwebb                           | Película de televisión                                                                                     |
| 1988      | I Saw What You Did                            | Adrian Lancer                           | Película de televisión                                                                                     |
| 1989      | The Hitchhiker                                | Frank                                   | Episodio: "Garter Belt"                                                                                    |
| 1990      | The Incident                                  | Domsczek                                | Película de televisión                                                                                     |
| 1990      | Somebody Has to Shoot the Picture             | Sargento de policía Jerry Brown         | Película de televisión                                                                                     |
| 1990      | Clarence                                      | Clarence Odbody                         | Película de televisión                                                                                     |
| 1991      | K-9                                           | Jack Bergin                             | Película de televisión                                                                                     |
| 1991      | Doublecrossed                                 | Dave Booker                             | Película de televisión                                                                                     |
| 1992      | Revenge of the Nerds III: The Next Generation | Lewis "Lew" Skolnick                    | Película de televisión                                                                                     |
| 1992      | Illusions                                     | Greg – Esposo                           | Película de televisión                                                                                     |
| 1993      | Los Tommyknockers                             | Bryant Brown                            | Miniserie. 2 Episodios                                                                                     |
| 1993      | Body Bags                                     | Bill                                    | Película de televisión. Segmento: "The Gas Station"                                                        |
| 1993      | The Disappearance of Christina                | Michael Croft                           | Película de televisión                                                                                     |
| 1994      | Revenge of the Nerds IV: Nerds in Love        | Lewis Skolnick                          | Película de televisión. También coproductor                                                                |
| 1994      | A Part of the Family                          | Ted                                     | Película de televisión                                                                                     |
| 1995      | Sirens                                        | Detective Marty Manger                  | Episodio: "Angel Falling"                                                                                  |
| 1995      | ER                                            | John Koch                               | Episodio: "Sleepless in Chicago"                                                                           |
| 1995      | Lois & Clark: The New Adventures of Superman  | Joey Bermuda / el de mantenimiento      | Episodio: "Home Is Where the Hurt Is"                                                                      |
| 1995–96   | Kung Fu: The Legend Continues                 | Taige / Paulson                         | 2 Episodios                                                                                                |
| 1996      | Humanoids from the Deep                       | Wade Parker                             | Película de televisión                                                                                     |
| 1996      | Dark Skies                                    | Lonnie Zamora                           | Episodio: "Hostile Convergence"                                                                            |
| 1997      | The Pretender                                 | Sheriff Dwight Kunkle                   | Episodio: "Mirage"                                                                                         |
| 1997      | NYPD Blue                                     | Gerard Salter                           | Episodio: "What a Dump!"                                                                                   |
| 1997      | The Practice                                  | Dr. Red Manheim                         | Episodio: "Dog Bite"                                                                                       |
| 1997–98   | Fast Track                                    | Personaje desconocido                   | 2 Episodios                                                                                                |
| 1997–2000 | Nash Bridges                                  | Dr. Bruce Hartman / Dr. Hartman, D.D.S. | 2 Episodios                                                                                                |
| 1998      | Young Hearts Unlimited                        | Eddie                                   | Película de televisión                                                                                     |
| 1998      | Martian Law                                   | unknown role                            | Película de televisión                                                                                     |
| 1999      | Vengeance Unlimited                           | Darin Carter                            | Episodio: "Friends"                                                                                        |
| 2000      | Mom's Got a Date With a Vampire               | Malachi Van Helsing                     | Película de televisión                                                                                     |
| 2000      | E! True Hollywood Story                       | Él mismo (Entrevistado)                 | Episodio: "David Carradine"                                                                                |
| 2001–2004 | Lizzie McGuire                                | Sam McGuire                             | Regular de serie. 65 Episodios. Director. Episodio: "Lizzie's Eleven" (2003)                               |
| 2003      | Monte Walsh                                   | Sunfish Perkins                         | Película de televisión                                                                                     |
| 2005      | Law & Order: Criminal Intent                  | David Blake / Roger Withers             | Episodio: "Gone"                                                                                           |
| 2005      | Attack of the Sabretooth                      | Grant                                   | Película de televisión                                                                                     |
| 2006      | Dreamweaver                                   | El intérprete                           | Película de televisión                                                                                     |
| 2007      | Jane Doe: Ties That Bind                      | Everett / Gary / David                  | Película de televisión                                                                                     |
| 2008      | Robot Chicken                                 | Lewis Skolnick / Man                    | Voz. Episodio: "Boo Cocky"                                                                                 |
| 2011      | Workers' Comp                                 | Kevin                                   | Película de televisión                                                                                     |
| 2012      | Jesse Stone: Benefit of the Doubt             | Arthur Gallery                          | Película de televisión                                                                                     |
| 2013–15   | King of the Nerds                             | Él mismo / Anfitrión                    | Regular de serie. 24 Episodios. Productor ejecutivo. 8 Episodios                                           |
| 2013      | Celebrity Ghost Stories                       | Él mismo (Entrevistado)                 | Episodio: "Marlee Matlin / Kim Carnes / Robert Carradine"                                                  |
| 2014      | Sharktopus vs. Pteracuda                      | Dr. Rico Symes                          | Película de televisión                                                                                     |
| 2015      | Celebrity Wife Swap                           | Él mismo                                | Episodio: "Robert Carradine / Terrell Owens"                                                               |
| 2016      | Medinah                                       | Russo                                   | Episodio: "Problem with the World"                                                                         |
| 2017      | Mommy, I Didn't Do It                         | Juez Roth                               | Película de televisión                                                                                     |
| 2017      | Doubt                                         | Walter Costello                         | Episodio: "Finally"                                                                                        |
| 2017      | Doomsday                                      | Alexander Baird                         | Película de televisión                                                                                     |
| 2018      | James Blondes                                 | Jungle Whisper                          | Episodio: "Blondes in the Jungle"                                                                          |
| 2019      | Tales of the Wild West                        | Robert Carradine / Frank James          | 2 Episodios                                                                                                |

## Premios y nominaciones
| Año  | Otorga                  | Premio                                         | Trabajo    | Resultado |
| ---- | ----------------------- | ---------------------------------------------- | ---------- | --------- |
| 1982 | 3rd Genie Awards        | Mejor desempeño por un Actor extranjero        | Heartaches | Nominado  |
| 1987 | 8th CableACE Awards     | Mejor Actor en un Especial teatral o dramático | As Is      | Nominado  |
| 1998 | 16th Golden Boot Awards | N/A                                            | N/A        | Ganó      |